# Setra SG 221 UL
Setra SG 221 UL — сочленённый автобус, выпускаемый немецкой компанией Setra с 1985 по 1994 год. Вытеснен с конвейера моделью Setra SG 321 UL. 

## Эксплуатация
Автобус Setra SG 219 SL эксплуатируется в Польше, Волынской области, Болгарии, Германии, Румынии и Бельгии в качестве линейного. Служебный автобус эксплуатируется в Венгрии, Германии и Волынской области. Музейный экспонат присутствует в Германии.
Также автобус эксплуатировался в России. Значительная часть моделей эксплуатировалась в Мострансавто в 2003—2016 годах.
| Страна     | Предприятие         | Серии  | Количество | Эксплуатация |
| ---------- | ------------------- | ------ | ---------- | ------------ |
| Бельгия    | Autobus Blaise      | 752402 | 1          | Льеж         |
| Бельгия    | Bronckaers          | 19G    | 1          | Лимбург      |
| Люксембург | Voyages Emile Weber | B 0002 | 1          | Люксембург   |